# Peraxilla
Peraxilla är ett släkte av tvåhjärtbladiga växter. Peraxilla ingår i familjen Loranthaceae.
Kladogram enligt Catalogue of Life:
| Peraxilla | \| \| Peraxilla colensoi \| \| \| \| \| \| Peraxilla punctata \| \| \| \| |
|           | \| \| Peraxilla colensoi \| \| \| \| \| \| Peraxilla punctata \| \| \| \| |
|           | Peraxilla colensoi                                                        |
|           |                                                                           |
|           | Peraxilla punctata                                                        |
|           |                                                                           |